# Wijkia alstonii
Wijkia alstonii là một loài Rêu trong họ Sematophyllaceae. Loài này được (E.B. Bartram) Ireland miêu tả khoa học đầu tiên năm 1991.